# Ormont
Ormont település Németországban, Rajna-vidék-Pfalz tartományban. Lakosainak száma 355 fő (2023. december 31.).

## Népesség
A település népességének változása:
| Lakosok száma | 390  | 361  | 352  | 338  | 334  | 355  |
|               | 1975 | 2017 | 2019 | 2021 | 2022 | 2023 |